# Варвары (сериал, 2020)
«Варвары» (нем. Barbaren, англ. The Barbarians, лат. Barbari) — немецкий исторический телесериал Netflix и Gaumont, первый сезон которого вышел на экраны в октябре 2020 года, а второй — в октябре 2022 года. Рассказывает о борьбе германских племен с римской экспансией, центральный персонаж — вождь херусков Арминий, разгромивший римлян в Тевтобургском лесу. Главные роли в сериале сыграли Лоуренс Рупп, Жанна Гурсо, Давид Шюттер, Гаэтано Ароника.

## Сюжет
Действие первого сезона происходит в начале I века н. э. в землях древних германцев. Центральное событие — битва в Тевтобургском лесу, где были уничтожены три римских легиона. Главный герой — Арминий, сын вождя небольшого германского племени, ещё в детстве вместе с братом отправленный в Рим в качестве заложника и ставший фактически приёмным сыном римского военачальника Публия Квинтилия Вара. Вернувшись на родину уже взрослым, в качестве римского офицера и всадника, Арминий вынужден выбирать между семьёй, племенем и друзьями детства с одной стороны и верностью Риму и своему приёмному отцу — с другой.

## В ролях
- Лоуренс Рупп[нем.] — Гай Юлий Арминий / Арий, префект германской кавалерийской ауксилии и новый вождь херусков
- Жанна Гурсо[нем.] — Туснельда, дочь Сегеста и Ирмины, жена Арминия
- Давид Шюттер[нем.] — Фольквин Волчье Копьё, бывший возлюбленный Туснельды и лучший друг Арминия (1-2 сезоны)
- Гаэтано Ароника[нем.] — Публий Квинтилий Вар, римский полководец, легат Августа пропретор и командующий тремя германскими легионами, а также приёмный отец Арминия (1-й сезон)
- Никки фон Темпельхофф[нем.] — Сегимер, отец Арминия и вождь херусков (1-й сезон)
- Бернхард Шютц[нем.] — Сегест[нем.], отец Туснельды и Ансгара (1-2 сезоны)
- Ева Верена Мюллер[нем.] — Ирмина, мать Туснельды и Ансгара
- Джереми Миликер[нем.] — Ансгар, младший брат Туснельды
- Флориан Шмидтке[нем.] — Талио, воин херусков и верный друг Арминия
- Сергей Онопко[нем.] — Хадган, вождь хаттов, ранее обрученный с Туснельдой
- Софи Ройс[нем.] / Илькнур Бойраз[нем.] — прорицательница Руна
- Денис Шмидт — Рюрик, вождь германского племени
- Петер Мольтцен[нем.] — Виборг, отец Фольквина (1-й сезон)
- Тюнде Майшаи-Ньилаш[венг.] — Ида, мать Фольквина (1-й сезон)
- Марк Меран — Вегис, младший брат Фольквина (1-й сезон)
- Урс Рехн — Кунольф, вождь бруктеров (1-й сезон)
- Валерио Мориджи[итал.] — центурион Метелл (1-й сезон)
- Аттила Арпа[венг.] — центурион Марк Целий (1-й сезон)
- Диего Риаче — военный трибун Квинт (1-й сезон)
- Николай Кински — Пелагий, переводчик Вара (1-й сезон)
- Рональд Церфельд[нем.] — Берульф, воин племени херусков/бруктеров и друг Фольквина (1-й сезон)
- Марлон Бёсс[нем.] — Луко, воин херусков (1-й сезон)
- Матис Ландвер[нем.] — Эйгил, воин херусков (1-й сезон)
- Себастьян Григель — Ханно, воин херусков (1-й сезон)
- Марк Бен Пух[нем.] — Гернот Рыжебородый, вождь бруктеров до Кунольфа (1-й сезон)
- Маттиас Вайденхёфер[нем.] — Гольмад, вождь бруктеров после Кунольфа (1-й сезон)
- Зинья Мелина Гирке[нем.] — Раскильд, рабыня из племени маркоманов (1-й сезон)
- Арвед Бирнбаум[нем.] — Альдарих, вождь марсов (1-й сезон)
- Муратан Муслу[нем.] — Маробод, вождь маркоманов (2-й сезон)
- Катарина Хейер[нем.] — Одарике, жена Маробода (2-й сезон)
- Даниэль Донской[нем.] — Флав[нем.], младший брат Арминия (2-й сезон)
- Алессандро Фелла — префект Германик, римский полководец и приёмный сын Тиберия (2-й сезон)
- Джованни Карта — проконсул Тиберий, римский полководец и пасынок императора Августа (2-й сезон)
- Цинтия Микас[нем.] — Дидона (Дидо), бывшая карфагенская рабыня и новая подруга Фольквина (2-й сезон)
- Роберт Маазер[нем.] — Одвульф, воин херусков (2-й сезон)
- Габриэле Риццоли — Гай, сын Арминия из Рима (2-й сезон)
- Давид Вурава[нем.] — отец Дидоны (2-й сезон)

## Список серий
| Сезон | Серии | Серии | Даты показа     | Даты показа     |
| ----- | ----- | ----- | --------------- | --------------- |
| 1     | 6     | 6     | 23 октября 2020 | 23 октября 2020 |
| 2     | 6     | 6     | 21 октября 2022 | 21 октября 2022 |

### Сезон 1 (2020)
| № общий | № в сезоне | Название      | Режиссёр       | Автор сценария                                 | Дата премьеры    |
| --- | ---------- | ------------- | -------------- | ---------------------------------------------- | ---------------- |
| 1 | 1          | «Волк и орёл» | Барбара Эдер   | Ян-Мартин Шарф, Арне Нольтинг, Андреас Хекманн | октябрь 23, 2020 |
| Сегимер, вождь племени херусков, недоволен новыми требованиями Квинтилия Вара, нового наместника римского императора. Туснельда и Фольквин, являющиеся тайными любовниками, похищают штандарт из римского лагеря. |            |               |                |                                                |                  |
| 2 | 2          | «Месть»       | Барбара Эдер   | Ян-Мартин Шарф, Арне Нольтинг, Андреас Хекманн | октябрь 23, 2020 |
| Кража штандарта провоцирует кризис, благодаря которому происходит воссоединение римского командира Арминия, его отца Сегимера и друзей детства Фольквина и Туснельды.                                             |            |               |                |                                                |                  |
| 3 | 3          | «На краю»     | Барбара Эдер   | Ян-Мартин Шарф, Арне Нольтинг, Андреас Хекманн | октябрь 23, 2020 |
| Арминий возглавляет отряды, посланные Варом для того, чтобы поймать Фольквина, чья семья и деревня находятся в опасности.                                                                                         |            |               |                |                                                |                  |
| 4 | 4          | «Новый вождь» | Барбара Эдер   | Ян-Мартин Шарф, Арне Нольтинг, Андреас Хекманн | октябрь 23, 2020 |
| Арминий становится вождём херусков. Туснельда и Фольквин сплачивают соперничающее племя. |            |               |                |                                                |                  |
| 5 | 5          | «Измена»      | Стив Сен-Лежер | Ян-Мартин Шарф, Арне Нольтинг, Андреас Хекманн | октябрь 23, 2020 |
| Арминий и Туснельда заключают политический брак и начинают объединять разрозненные германские племена. Фольквин считается мёртвым, но на самом деле он в плену у римлян, где становится рабом.                    |            |               |                |                                                |                  |
| 6 | 6          | «Битва»       | Стив Сен-Лежер | Ян-Мартин Шарф, Арне Нольтинг, Андреас Хекманн | октябрь 23, 2020 |
| Арминий ведёт Вара и три римских легиона в Тевтобургский лес. Туснельда приносит кровавую жертву, чтобы сохранить союз.                                                                                           |            |               |                |                                                |                  |

### Сезон 2 (2022)
| № общий | № в сезоне | Название        | Режиссёр         | Автор сценария                       | Дата премьеры    |
| --- | ---------- | --------------- | ---------------- | ------------------------------------ | ---------------- |
| 7 | 1          | «Новые легионы» | Штефан Рузовицки | Катрин Мильхан, Антония Роте-Лирманн | октябрь 21, 2022 |
| После битвы в Тевтобургском лесу Арминий подозревает, что римляне восстановили силы, и обращается за помощью к Марободу, вождю восточному племени, для защиты своего племени. Флав, брат Арминия, прибывает в Германию, чтобы подавить восстание. |            |                 |                  |                                      |                  |
| 8 | 2          | «В плену»       | Штефан Рузовицки | Катрин Мильхан, Антония Роте-Лирманн | октябрь 21, 2022 |
| Туснельда проникает в римский лагерь, чтобы спасти Арминия, к ней на помощь приходит Фольквин. Маробод встречается с Тиберием без ведома Арминия, пытаясь обеспечить мир. |            |                 |                  |                                      |                  |
| 9 | 3          | «Отцы»          | Штефан Рузовицки | Джейсон Джордж                       | октябрь 21, 2022 |
| После побега Арминий забирает своего сына Гая обратно в деревню, и Туснельда зла на него, так как Арминий никогда о нём не говорил. В римском лагере Флав арестован Германиком по подозрению в предательстве и сговоре с целью побега. Арминия обвиняют в предательстве, но он объясняет, что союз Маробода с римлянами создаст трудности для всех. |            |                 |                  |                                      |                  |
| 10 | 4          | «Клятва»        | Леннарт Руфф     | Ксения Мельник                       | октябрь 21, 2022 |
| Тиберий требует проверить верность Маробода и отправляет Флава во вражеский лагерь с посланием. Вождь племени напивается и пытается убить Флава. Гай освобождает Флава, тот бьёт Маробода по голове куском металла и сбегает. Он прибывает в ближайший римский лагерь и сообщает Германику, что может привести его на тинг и сразу уничтожить всех вождей варваров. |            |                 |                  |                                      |                  |
| 11 | 5          | «Обреченный»    | Леннарт Руфф     | Джейсон Джордж, Ксения Мельник       | октябрь 21, 2022 |
| На собрании Маробод провозглашён королем, но его жена была убита римлянами и теперь он требует справедливости. Туснельда и Фольквин отправляются в путь, чтобы убедить всю восточную армию присоединиться к херускам. В долгом путешествии Туснельда говорит, что все еще любит Арминия. Гай прячется в лесу и натыкается на них; вместе они видят множество римских военных кораблей.                                                                                             |            |                 |                  |                                      |                  |
| 12 | 6          | «Цена»          | Штефан Рузовицки | Джейсон Джордж                       | октябрь 21, 2022 |
| Херуски, находящиеся в меньшинстве, решают разбить римский лагерь до прихода подкреплений. Сегест обращается к Тиберию с вероломным предложением. Флаву удаётся освободиться; он спасает Маробода и умирает у него на руках. Арминий, Туснельда и Фольквин готовятся к последней битве, а Дидона пытается убить Германика. Несмотря на победу, Тиберий казнит родителей Туснельды у нее на глазах и забирает ее ребенка. Тумелика и Туснельду отправляют в Рим в качестве пленных. |            |                 |                  |                                      |                  |

## Создание и оценки
Шоураннерами проекта стали Арне Нольтинг, Ян Мартин Шарф и Андреас Хекманн. Тизер первого сезона, включающего шесть серий, вышел 23 сентября 2020 года, трейлер — 12 октября. Премьера состоялась 23 октября. 21 октября 2022 года на экраны вышел второй сезон. Релиз третьего сезона назначен на 17 октября 2025 года.
Томас Грютер в комментарии для научного портала Spektrum рассказал, что у него двойственные впечатления от сериала: «В нём ярко показаны две непримиримые культуры. Изюминкой являются диалоги римлян на латыни. Костюмы, реквизит и здания созданы очень хорошо, экипировка римских легионеров соответствует исторической реальности, а длинные дома германцев выглядят удивительно аутентично. Несмотря на некоторые недостатки, сериал захватывающий, и его стоит посмотреть, если вы не предъявляете слишком высоких требований к исторической точности сюжета».
Историк кино Шина Скотт охарактеризовала «Варваров» как «превосходный сериал, который раскрывает ключевое историческое событие в Европе через захватывающую историю о любви, дружбе, предательстве и мести». Она высоко оценила дизайн постановки, игру актёров (особенно Жанны Гурсо, Давида Шюттера и Лоуренса Руппа), операторскую работу. Журналист Андреас Фишер из Weser-Kurier отметил, что «самой большой дилеммой была предполагаемая историчность сериала. На уроках истории эти полузнания распространяются шире, историческая подоплека сводится к нескольким ключевым фактам и служит лишь легитимацией немецкого варианта смеси любви, насилия и скандинавской мифологии, которая в моде со времен „Игры престолов“ и „Викингов“».
Амброс Вайбель из газеты Taz with Barbarians остался разочарован «Варварами»: сериал показался ему «мусором», в котором к тому же полностью игнорируется развлекательный аспект. Археолог Маттиас Вемхофф в своей статье для Frankfurter Allgemeine Zeitung раскритиковал сериальное изображение Германии как «темного, непроходимого лесного пейзажа», «грубого, абсолютно невежественного» сельского общества. Специалист по доисторическим временам Карл Бангхард заявил, что сериал «имеет мало общего с повседневной историей „поворотного момента“»: по его мнению, недостоверно показаны питание и одежды, но прежде всего — распределение ролей между «римлянами-империалистами и коренными германцами». Бангхард считает, что авторы сериала рассказывают «историю великой борьбы этнического сопротивления», «бездумно пересказывая национальные исторические повествования XIX века».